# Storskär (Jomala, Åland)
Storskär är en halvö i Åland (Finland). Den ligger i den sydvästra delen av landskapet, 7 km väster om huvudstaden Mariehamn. Storskär ligger på ön Fasta Åland.